# Harpullia pendula
Harpullia pendula är en kinesträdsväxtart som beskrevs av Jules Émile Planchon och Ferdinand von Mueller. Harpullia pendula ingår i släktet Harpullia och familjen kinesträdsväxter. Inga underarter finns listade i Catalogue of Life.